# Covington (Tennessee)
Covington è una città degli Stati Uniti d'America, situata nello Stato del Tennessee, nella contea di Tipton, della quale è il capoluogo.